# Municipio de Au Sable (condado de Iosco)
El municipio de Au Sable (en inglés: Au Sable Township) es un municipio ubicado en el condado de Iosco, en el estado estadounidense de Míchigan. En el año 2010, tenía una población de 2047 habitantes, y una densidad poblacional de 37,42 personas por kilómetro cuadrado.

## Geografía
El municipio de Au Sable se encuentra ubicado en las coordenadas 44°23′14″N 83°22′52″O / 44.38722, -83.38111. Según la Oficina del Censo de los Estados Unidos, el municipio tiene una superficie total de 54.7 km², de la cual 53.42 km² corresponden a tierra firme y (2.34 %) 1.28 km² es agua.

## Demografía
Según el censo de 2010, había 2047 personas residiendo en el municipio de Au Sable. La densidad de población era de 37,42 hab./km². De los 2047 habitantes, el municipio de Au Sable estaba compuesto por el 95.8 % de blancos, el 0.73 % de negros, el 0.73 % de amerindios, el 0.73 % de asiáticos, el 0.05 % de isleños del Pacífico, el 0.59 % de otras razas, y el 1.37 % de dos o más razas. Del total de la población, el 3.03 % eran hispanos o latinos de cualquier raza.